# 古逸部 (大正蔵)
古逸部（こいつぶ）とは、大正新脩大蔵経において、敦煌文献など新たに発見された仏教関連文献をまとめた領域のこと。
第30番目の部であり、収録されている典籍ナンバーは2732から2864まで。巻数では第85巻（前半）に相当する。

## 構成

### 巻別
- 古逸部 第85巻 - No.2732-2864

### 詳細
古逸部 第85巻 - No.2732-2864
- 2732.『梁朝傅大士頌金剛経』
- 2733.『御注金剛般若波羅蜜経宣演』
- 2734.『金剛暎巻上』
- 2735.『金剛般若経旨賛』
- 2736.『金剛般若経依天親菩薩論賛略釈秦本義記』
- 2737.『金剛経疏』（敦煌本S.2047）
- 2738.『金剛経疏』（敦煌本S.2050）
- 2739.『金剛般若経挟註』
- 2740.『金剛般若義記』
- 2741.『金剛般若経疏』
- 2742.『金剛般若波羅蜜経伝外伝巻下』
- 2743.『持誦金剛経霊験功徳記』
- 2744.『仁王般若実相論巻第二』
- 2745.『仁王経疏』
- 2746.『般若波羅蜜多心経還源述』
- 2747.『挟註波羅蜜多心経』
- 2748.『法華義記巻第三』（敦煌本S.2733・S.4102）
- 2749.『法華経疏』（敦煌本S.2107）
- 2750.『法華経疏』（敦煌本S.2463）
- 2751.『法華経疏』（敦煌本S.2439）
- 2752.『法華問答』（敦煌本S.2662）[2]
- 2753.『華厳経章』
- 2754.『華厳略疏巻第三』
- 2755.『華厳経疏』
- 2756.『花厳経義記巻第一』
- 2757.『花厳経疏巻第三』
- 2758.『十地義記巻第一』
- 2759.『無量寿経義記巻下』
- 2760.『無量寿観経義記』
- 2761.『勝鬘義記』
- 2762.『勝鬘経疏』
- 2763.『挟注勝鬘経』
- 2764A.『涅槃経義記』
- 2764B.『大涅槃経義記巻第四』
- 2765.『涅槃経疏』
- 2766.『薬師経疏』（敦煌本S.2512）
- 2767.『薬師経疏』（敦煌本S.2551）
- 2768.『維摩義記』
- 2769.『維摩経義記巻第四』
- 2770.『維摩経疏』（敦煌本S.2688）
- 2771.『維摩経疏』（敦煌本）
- 2772.『維摩経疏巻第三・巻第六』
- 2773.『維摩経抄』
- 2774.『維摩経疏』（敦煌本）
- 2775.『維摩疏釈前小序抄』
- 2776.『釈肇序』
- 2777.『浄名経集解関中疏』
- 2778.『浄名経関中釈抄』
- 2779.『楞伽経禅門悉談章』
- 2780.『温室経疏』
- 2781.『盂蘭盆経讃述』
- 2782.『大乗稲芉経随聴疏』
- 2783.『大乗稲芉経随聴疏決』
- 2784.『大乗四法経釈抄』
- 2785.『大乗四法経論広釈開決記』
- 2786.『天請問経疏』
- 2787.『四分戒本疏巻第一・第二・第三』
- 2788.『律戒本疏』（敦煌本）
- 2789.『律戒本疏』（敦煌本S.2664）
- 2790.『律雑抄』
- 2791.『宗四分比丘随門要略行儀』
- 2792.『毘尼心』
- 2793.『三部律抄』
- 2794.『律抄』
- 2795.『四部律并論要用抄』
- 2796.『律抄第三巻手決』
- 2797.『梵網経述記巻第一』
- 2798.『本業瓔珞経疏』
- 2799.『十地論義疏巻第一・第三』
- 2800.『広百論疏巻第一』
- 2801.『瑜伽師地論分門記』
- 2802.『瑜伽論手記』
- 2803.『地持義記巻第四』
- 2804.『唯識三十論要釈』
- 2805.『摂大乗論疏巻第五・第七』
- 2806.『摂大乗論抄』
- 2807.『摂大乗論章巻第一』
- 2808.『摂論章巻第一』
- 2809.『摂大乗義章巻第四』
- 2810.『大乗百法明門論開宗義記』
- 2811.『大乗百法明門論開宗義記序釈』
- 2812.『大乗百法明門論開宗義決』
- 2813.『大乗起信論略述』
- 2814.『大乗起信論広釈巻第三・四・五』
- 2815.『起信論註』
- 2816.『因縁心釈論開決記』
- 2817.『大乗経纂要義』
- 2818.『大乗二十二問本』
- 2819.『諸経要抄』
- 2820.『菩薩蔵修道衆経抄巻第十二』
- 2821.『諸経要略文』
- 2822.『大乗要語』
- 2823.『大乗入道次第開決』
- 2824.『天台分門図』
- 2825.『真言要決巻第一・第三』
- 2826.『略諸経論念仏法門往生浄土集巻上』
- 2827.『浄土五会念仏誦経観行儀巻中・下』
- 2828.『大乗浄土讃』
- 2829.『持斎念仏懺悔礼文』
- 2830A.『道安法師念仏讃』
- 2830B.『道安法師念仏讃文』
- 2831.『無心論』
- 2832.『南天竺国菩提達摩禅師観門』
- 2833.『観心論』
- 2834.『大乗無生方便門』
- 2835.『大乗開心顕性頓悟真宗論』
- 2836.『大乗北宗論』
- 2837.『楞伽師資記』
- 2838.『伝法宝紀』
- 2839.『讃禅門詩』
- 2840.『三界図』
- 2841.『大仏略懺』
- 2842.『印沙仏文』
- 2843.『大悲敬請』
- 2844.『文殊師利菩薩無相十礼』
- 2845.『押座文類』
- 2846.『祈願文』（敦煌本S.1181）
- 2847.『祈願文』（敦煌本S.1181）
- 2848.『回向文』
- 2849.『大乗四斎日』
- 2850.『地蔵菩薩十斎日』
- 2851.『和菩薩戒文』
- 2852.『入布薩堂説偈文等』
- 2853.『布薩文等』
- 2854.『礼懺文』（敦煌本）
- 2855.『礼懺文』（敦煌本）
- 2856.『礼懺文』（敦煌本S.2354）
- 2857.『索法号義接諷誦文』
- 2858.『大目乾連冥間救母変文并図』
- 2859.『恵遠外伝』
- 2860.『府君存恵伝』
- 2861.『泉州千仏新著諸祖師頌』
- 2862.『大蕃沙洲釈門教法和尚洪接修功徳記』
- 2863.『王梵志詩集』
- 2864.『進旨』